# Crepis froelichiana
La  radichiella di Froelich (nome scientifico  Crepis froelichiana  DC., 1838) è una pianta angiosperma dicotiledone della famiglia delle Asteraceae.

## Etimologia
L'etimologia del nome generico (Crepis) non è molto chiara. In latino Crèpìs significa pantofola, sandalo e i frutti, di alcune specie di questo genere, sono strozzati nella parte mediana ricordando così (molto vagamente) questo tipo di calzare. Inoltre lo stesso vocabolo nell'antica Grecia indicava il legno di Sandalo.. L'epiteto specifico è dedicato al naturalista tedesco J.A.Froelich (1766-1841) autore tra l'altro di una monografia del genere Gentiana e naturalmente dello studio delCrepis froelichiana; studio pubblicato nel 1838.
Il nome scientifico della specie è stato definito per la prima volta dal botanico Augustin Pyramus de Candolle (1778-1841) nella pubblicazione " Prodromus Systematis Naturalis Regni Vegetabilis" ( Prodr. [A. P. de Candolle] 7(1): 165 ) del 1838.

## Descrizione

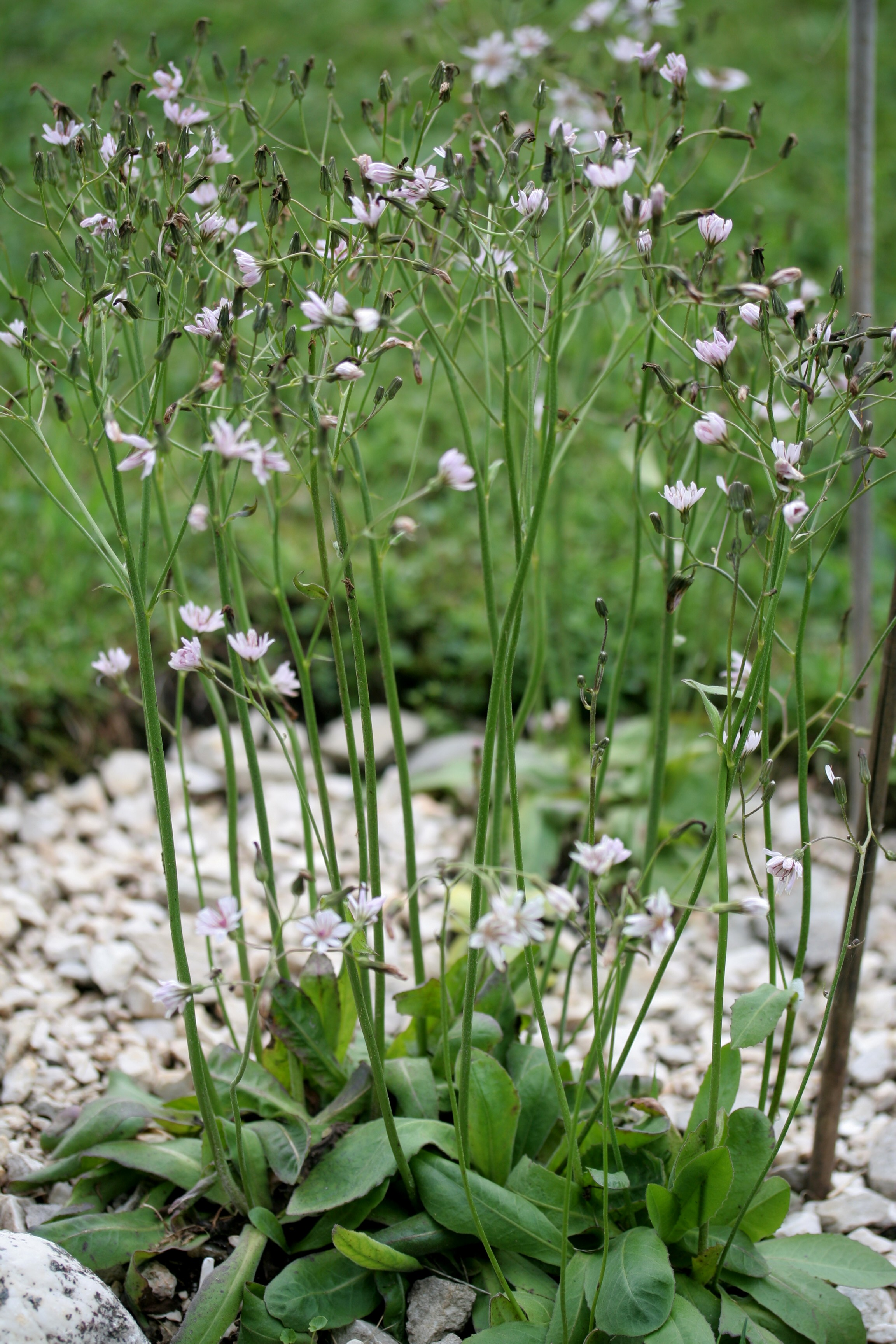
Il portamento (subsp. dinarica)
Località: Giardino Botanico Alpino "Giangio Lorenzoni", Pian Cansiglio, Tambre d'Alpago (BL), 1000 m - 8/6/2008

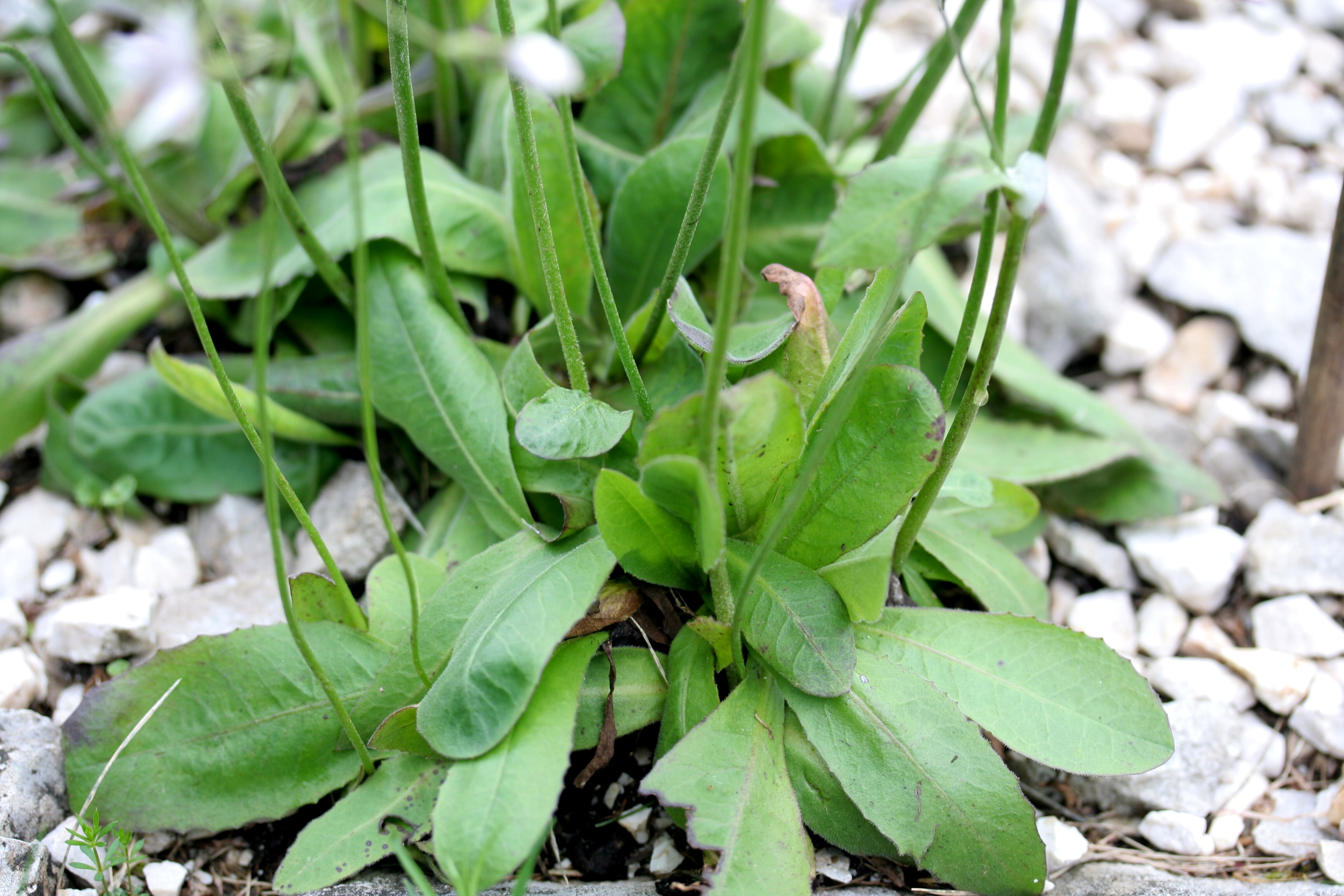
La rosetta basale (subsp. dinarica)
Località: Giardino Botanico Alpino "Giangio Lorenzoni", Pian Cansiglio, Tambre d'Alpago (BL), 1000 m - 8/6/2008

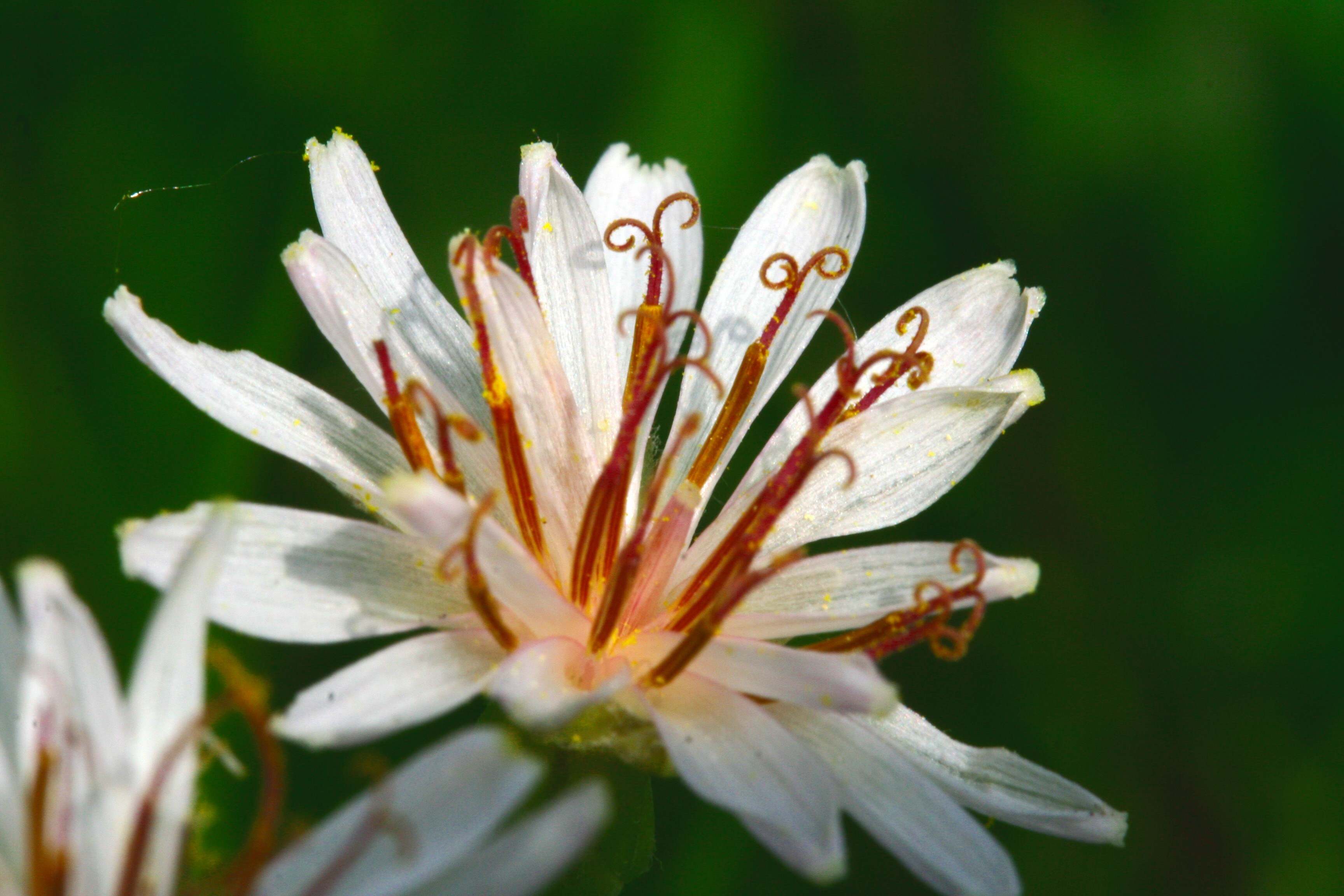
Il capolino (subsp. dinarica)
Località: Brent dell'Art, Trichiana (BL), 460 m - 9/5/2007

Habitus. La pianta di questa specie è una erbacea perenne ma anche cespitoso. La forma biologica è emicriptofita rosulata (H ros), ossia sono piante con gemme svernanti al livello del suolo e protette dalla lettiera o dalla neve, e con le foglie disposte a formare una rosetta basale. Gli steli contengono abbondante latice amaro.
Radici. La radice è del tipo fittonante.
Fusto. La parte aerea è afilla, eretta e ramosa di tipo corimboso. Le ramificazioni sono all'ascella di alcune brattee squamiformi e lesiniformi. Lunghezza delle brattee : 1 cm. L'altezza delle piante varia da 20 a 40 cm.
Foglie. Sono presenti solo le foglie basali, brevemente picciolate, a forma lanceolata-spatolata. Il bordo della lamina è finemente dentellato e la superficie è sparsamente tomentosa e percorsa da nervi secondari ad andamento arcuato. Dimensioni delle foglie: larghezza 1 – 2 cm; lunghezza 3 – 8 cm. Le foglie sono disposte in modo alterno.
Infiorescenza. L'infiorescenza è formata da tre o più capolini emisferici. La struttura dei capolini è quella tipica delle Asteraceae: un peduncolo sorregge un involucro sub-cilindrico (svasato) formato da 2 serie di squame, che fanno da protezione al ricettacolo sul quale s'inseriscono i fiori di tipo ligulato. Dimensioni dell'involucro: larghezza 3 – 5 mm; lunghezza 8 – 13 mm. Diametro dei capolini : 15 – 22 mm.
Fiori. I fiori tutti ligulati, sono tetra-ciclici (ossia sono presenti 4 verticilli: calice – corolla – androceo – gineceo) e pentameri (ogni verticillo ha in genere 5 elementi). I fiori sono ermafroditi, fertili e zigomorfi.
- Formula fiorale:

*/x K {\displaystyle \infty }, [C (5), A (5)], G 2 (infero), achenio
- Calice: i sepali del calice sono ridotti ad una coroncina di squame.
- Corolla: le corolle sono formate da una ligula terminante con 5 denti (è la parte finale dei cinque petali saldati fra di loro). I fiori sono gialli o roseo-bianchi a seconda della sottospecie.
- Androceo: gli stami sono 5 con filamenti liberi e distinti, mentre le antere sono saldate in un manicotto (o tubo) circondante lo stilo. Queste ultime possiedono una appendice di lunga 0,8 mm di colore più chiaro.[14] Il polline è tricolporato.[15]
- Gineceo: lo stilo è filiforme. Gli stigmi dello stilo sono due divergenti e ricurvi con la superficie stigmatica posizionata internamente (vicino alla base).[16] L'ovario è infero uniloculare formato da 2 carpelli.
- Fioritura: da giugno a luglio.

Frutti. I frutti sono degli acheni con pappo. Il frutto consiste in un achenio fusiforme, glabro e rostrato (senza tubercoli), a 19 - 21 coste e sormontato da un pappo bianco e soffice formato da peli semplici (non ramificati). Dimensioni: achenio 4 – 5 mm; pappo 5 mm.

## Biologia
- Impollinazione: l'impollinazione avviene tramite insetti (impollinazione entomogama tramite farfalle diurne e notturne).
- Riproduzione: la fecondazione avviene fondamentalmente tramite l'impollinazione dei fiori (vedi sopra).
- Dispersione: i semi (gli acheni) cadendo a terra sono successivamente dispersi soprattutto da insetti tipo formiche (disseminazione mirmecoria). In questo tipo di piante avviene anche un altro tipo di dispersione: zoocoria. Infatti gli uncini delle brattee dell'involucro si agganciano ai peli degli animali di passaggio disperdendo così anche su lunghe distanze i semi della pianta.

## Tassonomia
La famiglia di appartenenza di questa voce (Asteraceae o Compositae, nomen conservandum) probabilmente originaria del Sud America, è la più numerosa del mondo vegetale, comprende oltre 23.000 specie distribuite su 1.535 generi, oppure 22.750 specie e 1.530 generi secondo altre fonti (una delle checklist più aggiornata elenca fino a 1.679 generi). La famiglia attualmente (2021) è divisa in 16 sottofamiglie.
La Crepis froelichiana appartiene a un genere (Crepis) abbastanza numeroso comprendente dalle 200 alle 300 specie (secondo le varie classificazioni), diffuse soprattutto nell'emisfero boreale (Vecchio Mondo), delle quali quasi una cinquantina sono proprie della flora italiana.

### Filogenesi
Il genere di questa voce appartiene alla sottotribù Crepidinae della tribù Cichorieae (unica tribù della sottofamiglia Cichorioideae). In base ai dati filogenetici la sottofamiglia Cichorioideae è il terz'ultimo gruppo che si è separato dal nucleo delle Asteraceae (gli ultimi due sono Corymbioideae e Asteroideae). La sottotribù Crepidinae fa parte del "quarto" clade della tribù; in questo clade è in posizione "centrale" vicina alle sottotribù Chondrillinae e Hypochaeridinae.
La sottotribù è divisa in due gruppi principali uno a predominanza asiatica e l'altro di origine mediterranea/euroasiatica. Da un punto di vista filogenetico, all'interno della sottotribù, sono stati individuati 5 subcladi. Il genere di questa voce appartiene al subclade denominato "Crepis-Lapsana-Rhagadiolus clade", composto dai generi Crepis L., 1753, Lapsana L., 1753 e Rhagadiolus Juss., 1789. Dalle analisi Crepis risulta parafiletico (per cui la sua circoscrizione è provvisoria).
Nella "Flora d'Italia" le specie italiane di Crepis sono suddivise in 4 gruppi e 12 sezioni in base alla morfologia degli acheni, dell'involucro e altri caratteri (questa suddivisione fatta per scopi pratici non ha valore tassonomico). La specie di questa voce appartiene al Gruppo 4  (gli involucri dei capolini sono privi di peli ghiandolari; gli acheni sono più o meno uniformi e senza un becco distinto ma con un apice progressivamente attenuato) e alla Sezione N (le brattee involucrali sono glabre sulla pagina interna; gli acheni hanno 16 - 20 coste).
I caratteri distintivi per la specie di questa voce sono:
- le foglie sono lunghe 3 - 5 cm e larghe e meno della metà della lunghezza;
- gli involucri dei capolini sono privi di peli ghiandolari;
- gli acheni sono più o meno uniformi e senza un becco distinto ma con un apice progressivamente attenuato;
- le brattee involucrali sono glabre sulla pagina interna;
- i fiori sono lunghi 12 - 16 mm;
- le appendici delle antere sono lunghe 0,8 mm;
- gli acheni hanno 19 - 21 coste.

Il numero cromosomico della specie è: 2n = 8.

### Sottospecie
La tendenza alla poliploidia del genere e quindi anche di questa specie è molto marcata, questo significa che facilmente si possono trovare individui della stessa specie con caratteri morfologici anche molto diversi come ad esempio la sottospecie dinarica che viene descritta più avanti in questa voce. È da notare che questa sottospecie da più di qualche Autore è considerata una specie autonoma con il nome di Crepis slovenica Holub. oppure Crepis dinarica. Per questa specie sono indicate le seguenti sottospecie:

#### Sottospeciefroelichiana

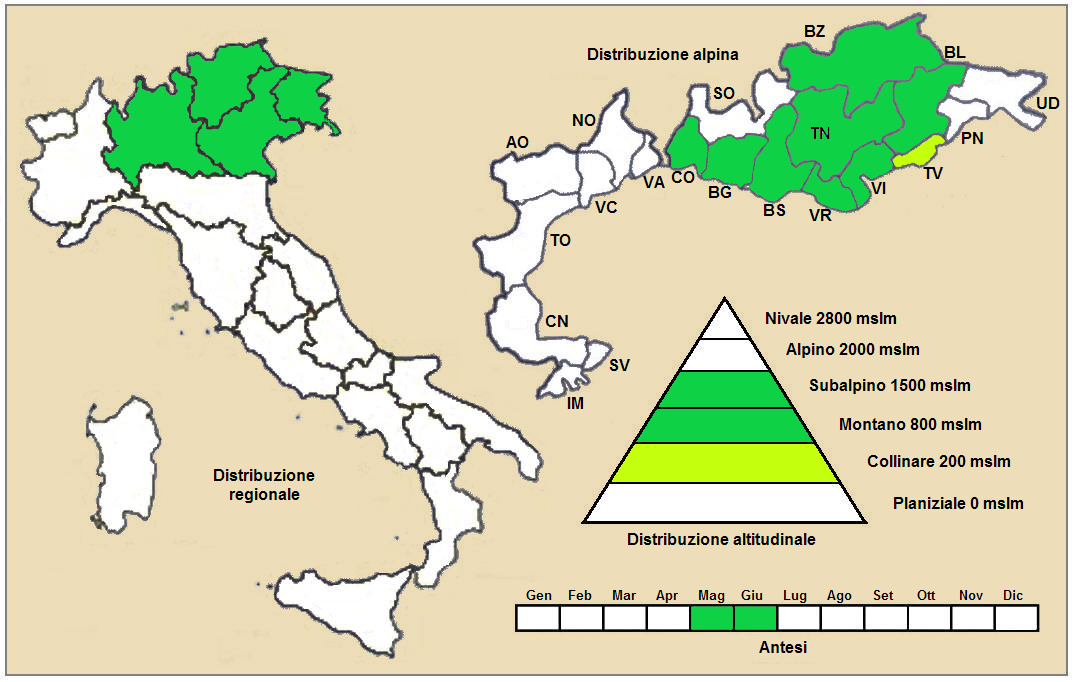
Distribuzione della sottospecie froelichiana (Distribuzione regionale – Distribuzione alpina)

- Nome scientifico: Crepis froelichiana subsp. froelichiana.
- Descrizione: (è la sottospecie di riferimento) i fiori sono gialli con capolini del diametro di 12–16 mm. Il fusto e le foglie sono glabre alla fioritura. Le squame interne dell'involucro sono lunghe 8 – 13 mm.
- Geoelemento: il tipo corologico (area di origine) è Orofita Est Alpico – Dinarico.
- Distribuzione: questa sottospecie si trova nelle Dolomiti, in Val Pusteria, nel Trentino, nel Veronese e in parte nelle Alpi Lombarde.
- Habitat: l'habitat tipico per questa specie sono le rupi, i ripari sotto roccia, i pascoli alpini e prati steppici; ma anche i margini erbacei meso-termofili dei boschi e arbusteti (sempre meso-termofili). Il substrato preferito è calcareo con pH basico e medi livelli nutrizionali del terreno che deve essere piuttosto umido.
- Distribuzione altitudinale: queste piante si possono trovare dal piano fino a circa 2.000 m s.l.m.; in montagna questa specie frequenta il piano collinare, quello montano e in parte quello subalpino.
- Fitosociologia: dal punto di vista fitosociologico alpino la sottospecie di questa scheda appartiene alla seguente comunità vegetale:[23]

Formazione: comunità delle praterie rase dei piani subalpino e alpino con dominanza di emicriptofite
Classe: Elyno-Seslerietea variae
Ordine: Seslerietalia variae
Alleanza: Seslerion variae

#### Sottospeciedinarica

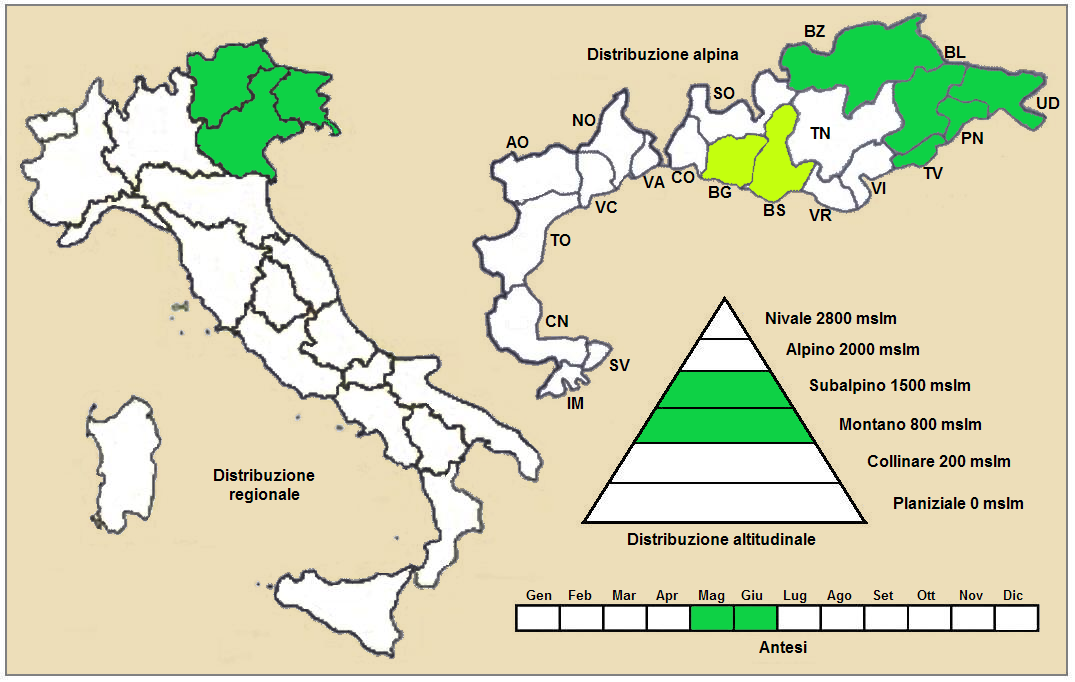
Distribuzione della sottospecie dinarica (Distribuzione regionale – Distribuzione alpina)

- Nome scientifico: Crepis froelichiana subsp. dinarica (Beck) Guterm., 1974
- Nome comune: crepide dei Dinari
- Descrizione: la differenza più evidente, dalla sottospecie di riferimento, è il colore dei fiori che è roseo-lillacino ma anche biancastro. Le altre differenze si hanno nella dimensione del capolino più piccolo (12 – 13 mm), nella pubescenza (quasi un tomento) presente anche alla fioritura, i rami sono più diritti e formano degli angoli acuti col fusto, le squame interne dell'involucro sono meno lunghe (7 – 9 mm).
- Distribuzione: questa sottospecie è presente in Carnia, nel Cadore (comprese le Prealpi Bellunesi), sul Monte Grappa e nella provincia di Bolzano. Al di fuori dell'Italia si trova nelle Alpi Dinariche.
- Habitat: gli habitat particolari (per questa sottospecie) sono le boscaglie di pini montani, pinete e gineprai.
- Fitosociologia: dal punto di vista fitosociologico alpino la sottospecie di questa scheda appartiene alla seguente comunità vegetale:[23]

Formazione: comunità forestali
Classe: Erico-Pinetea
Ordine: Erico-Pinetalia

### Specie simili
Allo stesso gruppo e sezione appartengono le seguenti specie:
- Crepis pyrenaica (L.) Greuter - Radichiella dei Pirenei: la base delle foglie cauline è astata con lobi acuti; i fiori ligulati periferici sono lunghi 20 – 23 mm; il frutto achenio è lungo 5 – 8 mm.
- Crepis froelichiana Froel. - Radichiella di Froelich: le foglie sono lunghe da 3 a 8 cm 3 larghe la metà o meno; i fiori possono essere sia gialli che rosei; le antere hanno delle appendici lunghe 0,8 mm.
- Crepis praemorsa (L.) Tausch - Radichiella siberiana: le foglie sono lunghe da 5 a 20 cm e larghe circa 1/3 o meno; i fiori sono gialli; le antere hanno delle appendici lunghe 0,5 mm.
- Crepis pygmaea L. - Radichiella dei ghiaioni: il portamento del fusto è prostrato-ascendente; le foglie sono del tipo pennatosetto con il segmento apicale di forma ovata e quelli laterali quasi nulli; le squame dell'involucro sono pubescenti.

### Sinonimi
Sono elencati alcuni sinonimi per questa entità:
Sottospecie dinarica
- Crepis dinarica (Beck) iljak-Yak. & Wraber
- Crepis incarnata  Tausch
- Crepis incarnata var. dinarica  Beck
- Crepis praemorsa subsp. dinarica  (Beck) P.D.Sell
- Crepis slovenica  Holub

Sottospecie froelichiana
- Aracium froelichianum  D.Dietr.
- Aracium incarnatum  D.Dietr.
- Crepis praemorsa subsp. corymbosa  (Gaudin) P.D.Sell
- Geracium incarnatum  Rchb.
- Geracium parviflorum  Rchb.
- Intybellia incarnata  Monnier